# Museum Park (Miami)
Museum Park, anteriormente chamado de Bicentennial Park é um parque urbano localizado em Downtown, Miami, Flórida, Estados Unidos. Sua área é de 130,000 m².
O Museum Park é palco de inúmeros eventos de grande escala, o parque tem capacidade para 45.000 pessoas. Alguns desses eventos incluem Ultra Music Festival, numerosos concertos de rock, como o Warped Tour, várias convenções, concertos, bem como  passeios de barco ao redor da baía Biscayne.
Sete quadras ao sul está o Bayfront Park.